# كريس جونسون (لاعب كرة قاعدة أمريكي)
كريس جونسون (بالإنجليزية: Kris Johnson)‏ هو لاعب كرة قاعدة أمريكي، ولد في 14 أكتوبر 1984 في ويست كوفينا في الولايات المتحدة.

## وصلات خارجية
- كريس جونسون (لاعب كرة قاعدة أمريكي) على موقع دوري كرة القاعدة الرئيسي (الإنجليزية)
- كريس جونسون (لاعب كرة قاعدة أمريكي) على موقع الدوري الياباني لكرة القاعدة (الإنجليزية)
- كريس جونسون (لاعب كرة قاعدة أمريكي) على موقعبيزبول رفرنس.كوم (الدوري الرئيسي) (الإنجليزية)
- كريس جونسون (لاعب كرة قاعدة أمريكي) على موقعبيزبول رفرنس.كوم (الدوري الثانوي) (الإنجليزية)
- كريس جونسون (لاعب كرة قاعدة أمريكي) على موقع إي إس بي إن.كوم (أم.أل.بي) (الإنجليزية)
- كريس جونسون (لاعب كرة قاعدة أمريكي) على موقع مشجعي الرسوم البيانية (الإنجليزية)